# سمند
سمند هو طراز سيارة إيرانية صنعت من قبل شركة إيران خودرو باستخدام مصنّعين محليين لمكوّناتها، سمند في الفارسية هو اسم لفصيل من الخيول السريعة، والاسم سمند مسجّل رسمياً في منظمة المنظمة العالمية للملكية الفكرية. وسعرها يبدأ من 9000 دولار.
بدأت صناعة السيارة في 1996 وتم بيع أول سيارة بعد ذلك بأربع سنين في 2000. أخذت السيارة لقب السيارة الإيرانية الوطنية من سيارة بيكان التي كانت شركة إيران خودرو نفسها تبيعها منذ 1967 حتى توقفت في 2005.

## المحرك والمكونات
محرك سيارة سمند سورن الهجين الإيراني الصنع
بناءً على منظومة سيارة بيجوت 405 تم تصنيع سمند وباستخدام محرك من طراز "XU7JP/L3" بالإضافة إلى محركات أخرى. ساعد على ذلك كون الشركة نفسها تعيد صناعة سيارة بيجوت 405 في إيران أيضاً. ورغم أن سمند تعتمد على منظومة سيارة بيجوت 405 فإن 80% من مكوناتها وقطع غيارها يتم تصميمها وتصنيعها بشكل خاص في إيران حتى المحرك من تصميم إيراني.
بدأت إيران خودرو تستخدم محركاتها الخاصة الهجينة من 2007 وكانت سمند إحدى أولى السيارات التي تستخدم هذا المحرك. المحرك الهجيت يتمتع بإمكانية استخدام نوعين من أنواع الوقود والمحرك متميز حتى أن شركة Bosch الألمانية أبدت اهتماماً لتصنيع المحرك ذاته تحت ترخيص.

## التصدير
يتم تصدير سمند إلى الدول التالية:
| أفريقيا - الجزائر - مصر - غانا - مالي - المغرب - السنغال | آسيا - أفغانستان - أرمينيا - أذربيجان - بنغلاديش - الصين - العراق - الأردن - كازخستان - لبنان - ماليزيا - باكستان - المملكة العربية السعودية - سوريا - طاجيكستان - تركيا - تركمنستان - الإمارات العربية المتحدة - فيتنام | أوروبا - بيلاروس - البوسنة والهرسك - بلغاريا - فرنسا - إيطاليا - بولندا - رومانيا - روسيا - أوكرانيا | أمريكا الجنوبية - فنزويلا |

## خطوط التصنيع
يتم تصنيع سمند في بيلاروس أيضاً من قبل شركة يونيسون Unison ولوبلن Lublin منذ سبتمبر 2006. حيث قام بنك تطوير التصدير بإيران بتمويل المشروع بـ 36 مليون دولار. بحلول 2010 سيصل إنتاج المصنع السنوي إلى 120000 سيارة. ستتمكن الشركة بعد ذلك من زيادة التصدير إلى دول وسط آسيا ودول الاتحاد الأوروبي.
في أذربيجان تقوم شركة ستار Star بتجميع سمند تحت اسم محلي هو أزسمند عزيز AzSamand Aziz. وفي فنزويلا قامت شركة فينيرأوتو Venirauto بتجميع سمند تحت اسم Centauro منذ 2006. أما في سوريا فقد قامت شركة سيامكو Siamco بتدشين خط الإنتاج للسيارة تحت اسم سمند شام في مارس 2007.
تخطط إيران خودرو لتجميع سمند في كلا من مصر، الصين والسنجال وذلك في شراكة مستقبلية في تلك البلدان.

## وصلات خارجية
- الموقع الرسمي لإيران خودرو نسخة محفوظة 1 سبتمبر 2011 على موقع واي باك مشين.
- معلومات عن سمند
- تقرير وكالة أنباء IRNA حول تجميع السيارة في بيلاروس نسخة محفوظة 20 فبراير 2006 على موقع واي باك مشين.
- خبر تقريري حول محرك سمند الهجين نسخة محفوظة 24 مايو 2006 على موقع واي باك مشين.
- نادي سيارات سمند في روسيا
- Star - AzSamand نسخة محفوظة 20 سبتمبر 2007 على موقع واي باك مشين.
- مجموعة إفسن - AzSamand Aziz
- فينيرأوتو / سمند في فنزويلا
- نادي سمند في بلغاريا نسخة محفوظة 26 يناير 2009 على موقع واي باك مشين.
- نادي سمند في أوكرانيا